# Francisco Arce
Francisco Javier Arce Rolón (Paraguarí, 2 aprile 1971) è un allenatore di calcio ed ex calciatore paraguaiano, di ruolo difensore.
È soprannominato Chiqui.

## Caratteristiche tecniche

### Giocatore
Era uno specialista nel battere i calci di punizione.

## Carriera

### Giocatore
Ha trascorso gran parte della propria carriera in Brasile, giocando in squadre importanti come il Grêmio e il Palmeiras e realizzando diversi gol su calcio di punizione.
Conta 61 presenze nella nazionale paraguaiana, con cui ha partecipato ai campionati del mondo del 1998 e del 2002.

### Allenatore
Il 29 luglio 2011 subentra a Gerardo Martino alla guida della nazionale paraguaiana.

## Palmarès

### Giocatore

#### Competizioni statali
- Campeonato Gaúcho: 2

Grêmio: 1995, 1996

#### Competizioni interstatali
- Torneo Rio-San Paolo: 1

Palmeiras: 2000

#### Competizioni nazionali
- Campionato paraguaiano: 3

Cerro Porteño: 1991, 1992, 1994
- Campionato brasiliano: 1

Grêmio: 1996
- Coppa del Brasile: 2

Grêmio: 1997
Palmeiras: 1998
- Copa dos Campeões: 1

Palmeiras: 2000

#### Competizioni internazionali
- Coppa Libertadores: 2

Grêmio: 1995
Palmeiras: 1999
- Recopa Sudamericana: 1

Grêmio: 1996
- Coppa Mercosur: 1

Palmeiras: 1998

#### Individuale
- Equipo Ideal de América: 7 (record)

1996, 1997, 1998, 1999, 2000, 2001, 2002

### Allenatore

#### Competizioni nazionali
- Campionato paraguaiano: 4

Cerro Porteño: Clausura 2013, Apertura 2020, Clausura 2021
Olimpia: Clausura 2015